# Stockholm (película)
Stockholm es una película española dirigida por Rodrigo Sorogoyen, y protagonizada por Javier Pereira y Aura Garrido. Se estrenó en España el 8 de noviembre de 2013. Es la segunda película de su director tras 8 citas y la primera que dirige en solitario. Tiene la particularidad de ser una de las primeras cintas españolas en ser financiada mediante micromecenazgo.

## Argumento
Dos jóvenes se encuentran en una fiesta. Él se "enamora" casi a primera vista, aunque ella no se muestra tan receptiva. Aun así, ambos pasan la noche juntos.

## Producción y rodaje
Los interiores de película se filmaron en un piso de la calle Montera de Madrid y los exteriores en diversas localizaciones de dicha ciudad.

## Festivales
La película concurrió al Festival Internacional de Cine de Miami en la categoría de mejor dirección novel de película iberoamericana, al Chicago International Film Festival, donde fue nominada por el público a película preferida y al Festival de Málaga, donde se llevó tres premios: mejor director, mejor actriz y mejor guion.

## Premios y nominaciones
XVIII edición de los Premios Goya
| Año  | Categoría                 | Persona           | Resultado |
| ---- | ------------------------- | ----------------- | --------- |
| 2014 | Mejor actriz protagonista | Aura Garrido      | Nominada  |
| 2014 | Mejor actor revelación    | Javier Pereira    | Ganador   |
| 2014 | Mejor dirección novel     | Rodrigo Sorogoyen | Nominado  |

69.ª edición de las Medallas del Círculo de Escritores Cinematográficos
| Categoría            | Persona/Película                | Resultado |
| -------------------- | ------------------------------- | --------- |
| Mejor actriz         | Aura Garrido                    | Ganadora  |
| Actor revelación     | Javier Pereira                  | Ganador   |
| Director revelación  | Rodrigo Sorogoyen               | Ganador   |
| Mejor película       | Stockholm                       | Nominada  |
| Mejor fotografía     | Alex de Pablo                   | Nominado  |
| Mejor montaje        | Alberto del Campo               | Nominado  |
| Mejor guion original | Rodrigo Sorogoyen e Isabel Peña | Nominados |

I edición de los Premios Feroz
| Año  | Categoría                 | Persona/Película                | Resultado |
| ---- | ------------------------- | ------------------------------- | --------- |
| 2014 | Mejor película dramática  | Stockholm                       | Ganadora  |
| 2014 | Mejor actriz protagonista | Aura Garrido                    | Nominada  |
| 2014 | Mejor guion               | Rodrigo Sorogoyen e Isabel Peña | Nominados |
| 2014 | Mejor cartel              | --                              | Nominado  |

64.ª edición de los Fotogramas de Plata
| Año  | Categoría            | Persona/Película | Resultado |
| ---- | -------------------- | ---------------- | --------- |
| 2014 | Mejor actriz de cine | Aura Garrido     | Nominada  |

Premios Forqué
| Año  | Categoría    | Persona/Película | Resultado |
| ---- | ------------ | ---------------- | --------- |
| 2014 | Mejor actriz | Aura Garrido     | Nominada  |

## Reparto
| Intérprete             | Personaje |
| ---------------------- | --------- |
| Javier Pereira         | Él        |
| Aura Garrido           | Ella      |
| Jesús Caba             | Amigo     |
| Susana Abaitua         | Amiga 1   |
| Lorena Mateo           | Amiga 2   |
| Miriam Marco           | Amiga 3   |
| Helena Sanchis-Guarner | Chica     |
| Javier Santiago        | Chico     |
| Daniel Jiménez         | Borracho  |